# Lewiston, Maine
Lewiston är en stad i Androscoggin County, Maine, USA, med 37 121 invånare (2020). Staden är Maines näst största stad och säte för Bates College.

## Kända personer från Lewiston
- Jared Golden, politiker, representanthusledamot 2019–
- William P. Frye, politiker, representanthusledamot 1871–1881, senator 1881–1911
- Frederick G. Payne, politiker, guvernör 1949–1952, senator 1953–1959
- Wallace H. White, politiker, representanthusledamot 1917–1931, senator 1931–1949